# Fort San Daniele
Fort San Daniele jedna je od kopnenih utvrda Austro-ugarske monarhije u Puli. Nalazi se u nekadašnjem Austro-ugarskom monarhijskom rehabilitacijskom prostoru Kaiserwaldu. U tvrđavi je od 1888. godine do 1889. godine bio vojni rehabilitacijski centar, a od 1889. godine do 1945. godine vojna kasarna.
Od 1980. godine u tvrđavi je smještena uprava vojnog aeodroma u Valturi. Nakon odlaska JNA u tvrđavi je od 1991. godine do 1995. godine bilo skladište oružja i vojna kasarna. Od završetka Domovinskog rata 1995. godine do 2005. godine samo kao vojarna Hrvatske vojske. Tvrđava je od 2005. godine do 2011. godine bila pod video nadzorom, i nije bila otvorena za javnost. 
Tvrđava je tehnički rekonstruirana 1982. godine. Godine 1930. joj je s južne strane sagrađena bitnica koju su 1945. godine na kraju Drugoga svjetskog rata bombardiranjem uništili Nijemci.

## Više informacija
- Pulske fortifikacije
- Nacionalna udruga za fortifikacije Pula
- Povijest Pule
- Pula